# 犯罪白書
犯罪白書（はんざいはくしょ）は、一般刑法犯をはじめ、日本国内外で起きたあらゆる犯罪について、広く日本政府・国民に知らせ、再犯防止の対策を検討・研究する際の有用な資料として活用する事を目的に作成される白書である。
毎年、法務省が作成している。

## 概要
日本国内外で起きたあらゆる犯罪について、諸外国との対比や、また、犯罪者の更生状況、再犯率など、あらゆる観点から調査・分析を行っている。
日本では、他に警察白書も日本の犯罪と治安について取りまとめているが、警察白書は警察活動の観点から「犯罪の防止」により強く比重を置いている。一方、犯罪白書は犯罪のより細かい調査・分析及び受刑者や出所者の動向にも力を入れている。
日本国外で日本人が巻き込まれた事件や、日本国内での外国人犯罪の状況などもまとめられている。
犯罪白書が、近年特に重要視しているのは、再犯の防止である。2007年（平成19年）度作成の犯罪白書の「はしがき」においても、再犯防止対策に多く言及している。
日本の犯罪を知る上での重要資料であり、政府や省庁は、この資料を元にして治安対策を考案する。
他の白書と同じく、インターネットでも公開されており、法務省のサイトで閲覧できる。また、英語版も作成・公開されている。